# Treize-Septiers
 Treize-Septiers  es una población y comuna francesa, en la región de Países del Loira, departamento de Vendée, en el distrito de La Roche-sur-Yon y cantón de Montaigu.

## Demografía
| 1294 | 1367 | 1551 | 1907 | 2126 | 2372 |
| Para los censos de 1962 a 1999 la población legal corresponde a la población sin duplicidades (Fuente: INSEE [Consultar]) |      |      |      |      |      |